# Rupes Recta
Pour les articles homonymes, voir Rupes et Recta.

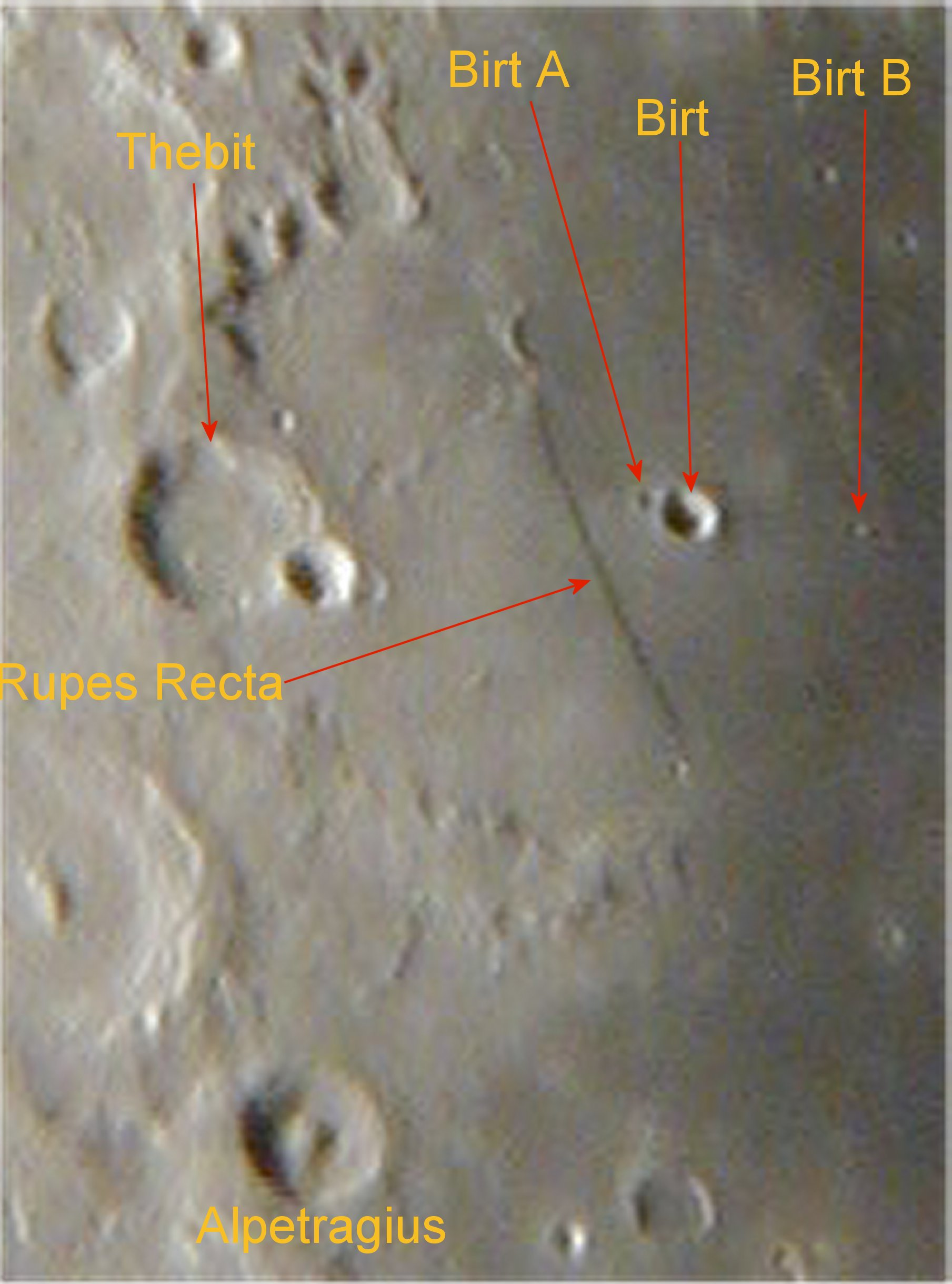
Rupes Recta et les cratères Birt, Alpetragius et Thebit (vision renversée à l'oculaire d'un télescope).

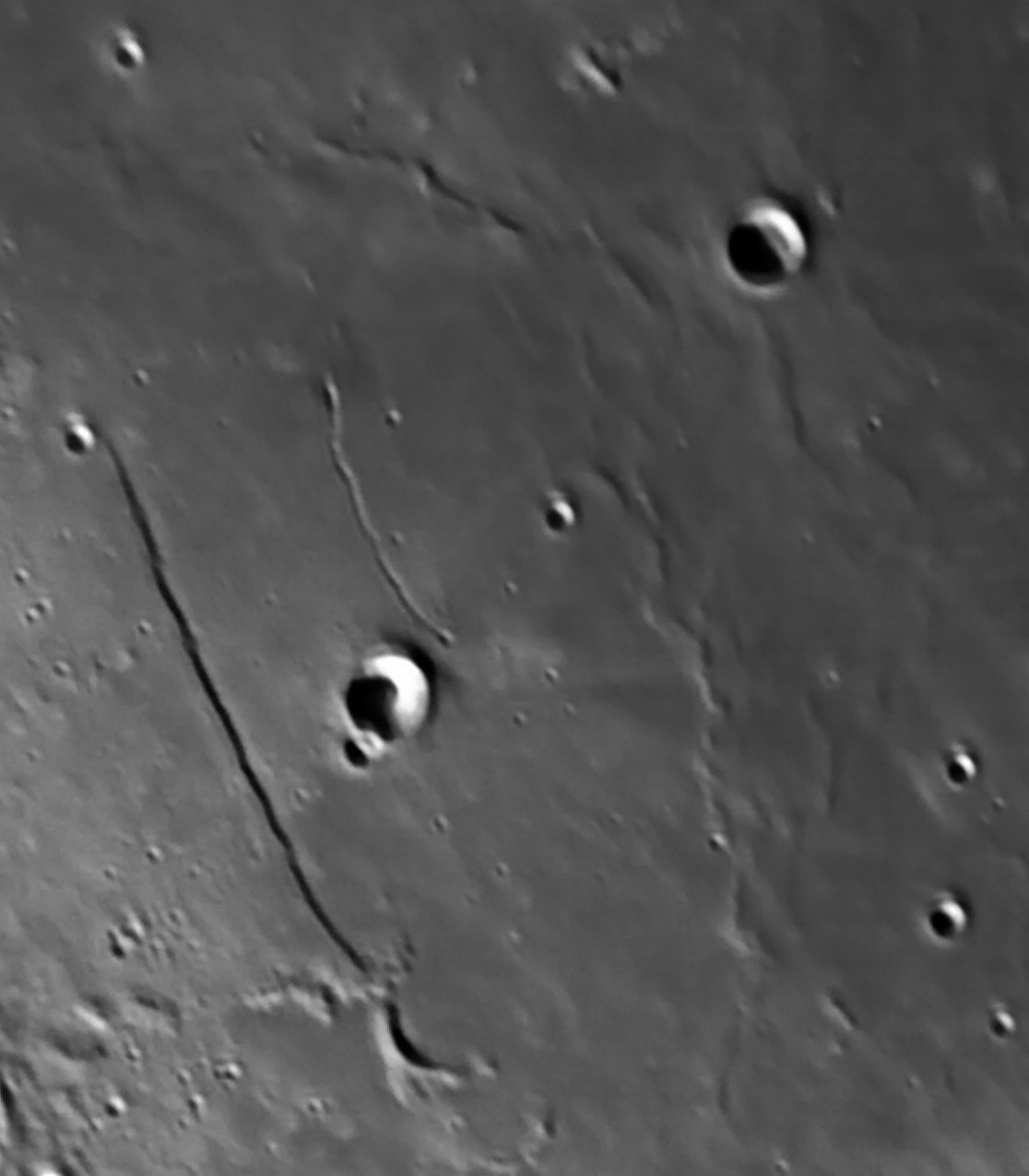
Rupes Recta et Rima Birt (vision renversée à l'oculaire d'un télescope).

Rupes Recta, ou le Mur droit en français, appelé également « l'épée dans la Lune », est une falaise située dans la partie sud-est de la mer des Nuées, sur la face visible de la Lune. C'est une des formations lunaires les plus connues et la faille la plus célèbre de la Lune. Elle résulte d'un glissement de terrain et présente en fait une pente assez douce (7°) et un faible dénivelé.

## Description
La Rupes Recta est une longue crête qui mesure 120 kilomètres de longueur, une largeur moyenne de 2  à   3 km, et une hauteur de 240–300 m. Cette faille s'élève à l'intérieur de la Mare Nubium. La Rupes Recta, qui n'est tout à fait rectiligne, s'étend dans la direction du nord depuis le nord-est du cratère Alpetragius et passe entre les cratères Birt et Thebit.
Cet escarpement a été découvert en 1686 par l'astronome Christian Huygens, qui lui donna le nom d'« épée dans la Lune », les montagnes basses dans le sud de la faille correspondant à la garde et à la poignée de l'épée. Le nom « Rupes Recta » a été officiellement adopté par l'Union astronomique internationale et signifie littérairement « précipice/falaise/escarpement droit » en latin. En français, on l'appelle le Mur droit.
À l'ouest, les astronomes peuvent observer le cratère Birt et Rima Birt (de). Cette rainure de 1,5 km de large et 50 km de long prend naissance à partir du cratère Birt E au nord (Birt E étant en réalité un dôme volcanique), et correspond probablement à un tunnel de lave.

## Formation
La faille s'est formée il y a environ 3,2 milliards d'années dans un ancien cratère prénectarien de 200 km de diamètre. Plusieurs hypothèses sont proposées pour expliquer sa formation, depuis la réactivation d'une faille jusqu'à la subsidence thermique.